# Patryk Fogel
Patryk Fogel (ur. 16 października 1981 w Opolu) – polski trener siatkarski.
Jest Absolwentem Akademii Wychowania Fizycznego we Wrocławiu oraz II LO w Opolu.
Po ukończeniu Akademii Wychowania Fizycznego we Wrocławiu uzyskał licencję jako:
- trener personalny

- instruktor pływania
- instruktor tenisa stołowego
- instruktor kulturystyki
- instruktor pilatesu.

W 2007 roku został wicemistrzem Polski w siatkówce plażowej z Mariuszem Prudlem.
28 października 2008 roku założył SMS LO w Opolu.

## Sukcesy
Mistrzostwo II ligi:
- 2017[9]

Superpuchar Cypru:
- 2022[10]

Mistrzostwo Cypru:
- 2023[11]